# Jotun

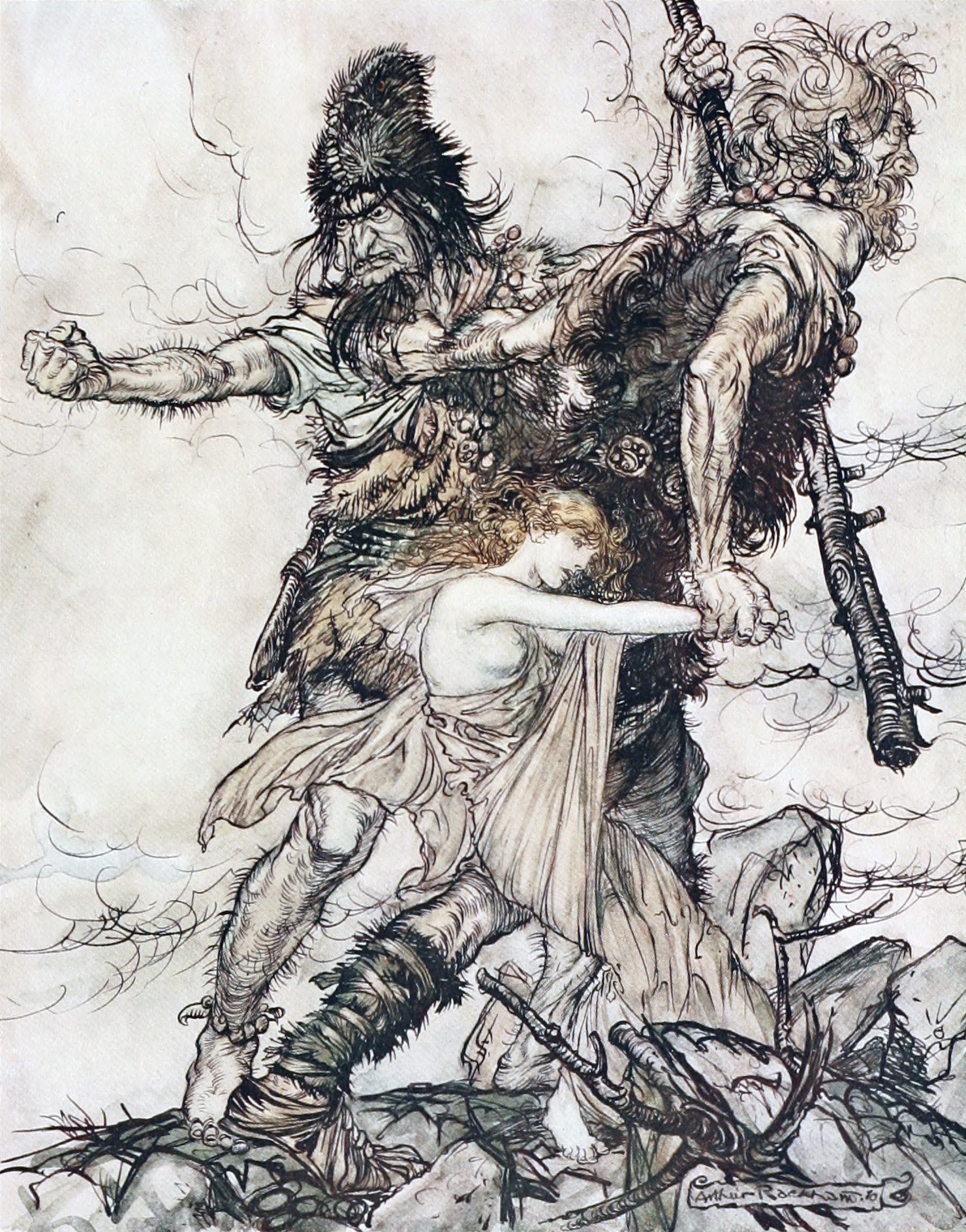
Os gigantes sequestrando Freya.
Ilustração de Arthur Rackham.

Na mitologia nórdica, os Jotun (em português gigantes, em nórdico antigo Jotun ou Jötunn) são uma raça mitológica com força sobre-humana e se manifestam sempre em oposição aos deuses, embora frequentemente eles se misturassem ou até mesmo tomassem por matrimônio alguns deles, tanto os Æsir e os Vanir. Sua fortaleza é conhecida como Utgard, e ficava situada em Jotunheim, um dos nove mundos da cosmologia dos nórdicos, separados de Midgard, o mundo dos homens, por montanhas elevadas e por florestas densas. Os que viviam em outros mundos diferentes dos seus próprios, pareciam preferir cavernas e lugares escuros.
Em nórdico antigo, eles eram chamados jotnar (singular, o jotun), ou risi (singular e plural), em particular um bergrisi, ou þursar (singular, þurs), em particular, hrímþursar. As gigantas podem também ser conhecidas como gýgr. 
Jotun provavelmente se deriva da mesma raiz que "comer" (eat em inglês), mantendo o mesmo significado original de "glutão" ou "homem-comedor". Seguindo a mesma lógica, þurs pode se derivar do atual "sede" (thirst em inglês) ou "bebedor do sangue" (blood-thirst em inglês). Risi é provavelmente uma palavra aparentada à "ascensão" (rise em inglês), o que pode significar "pessoa elevada".  A palavra Jotun apareceu pela primeira vez em inglês arcaico como Yotun, e eventualmente semearam as variantes como Geottin, Eottan, e Eontann, de onde pode ser obtido o Yettin, Ettin e ent, respectivamente.  Yettin é um falso cognato para Yeti.
"Thurs" (gigante) também é o nome de uma runa, que evoluiu mais tarde para a letra Þ.

## Gigantes Nórdicos

### Origens
O primeiro ser vivo que foi formado no caos primeval, denominado Ginungagap, era um gigante de tamanho monumental, chamado Ymir. Ao adormecer pela primeira vez, uma filha e um filho gigantes cresceram de suas axilas, enquanto seus dois pés copulavam, nascendo deles um monstro com seis cabeças. Supostamente, estes três seres deram ascensão à raça dos hrímþursar (gigantes das rimas ou gigantes gelados), que povoou Niflheim, o mundo da névoa, do frio e do gelo. Ao contrário dos gigantes, os deuses reivindicam, preferivelmente, sua origem a partir de Buri. Quando o gigante Ymir foi subsequentemente assassinado por Odin, por Vili e por Vé (netos de Buri), seu sangue (isto é, água) inundou Niflheim e matou todos os gigantes, com exceção de Bergelmer e sua esposa, que repopularam a raça de gigantes.

### Características dos Gigantes

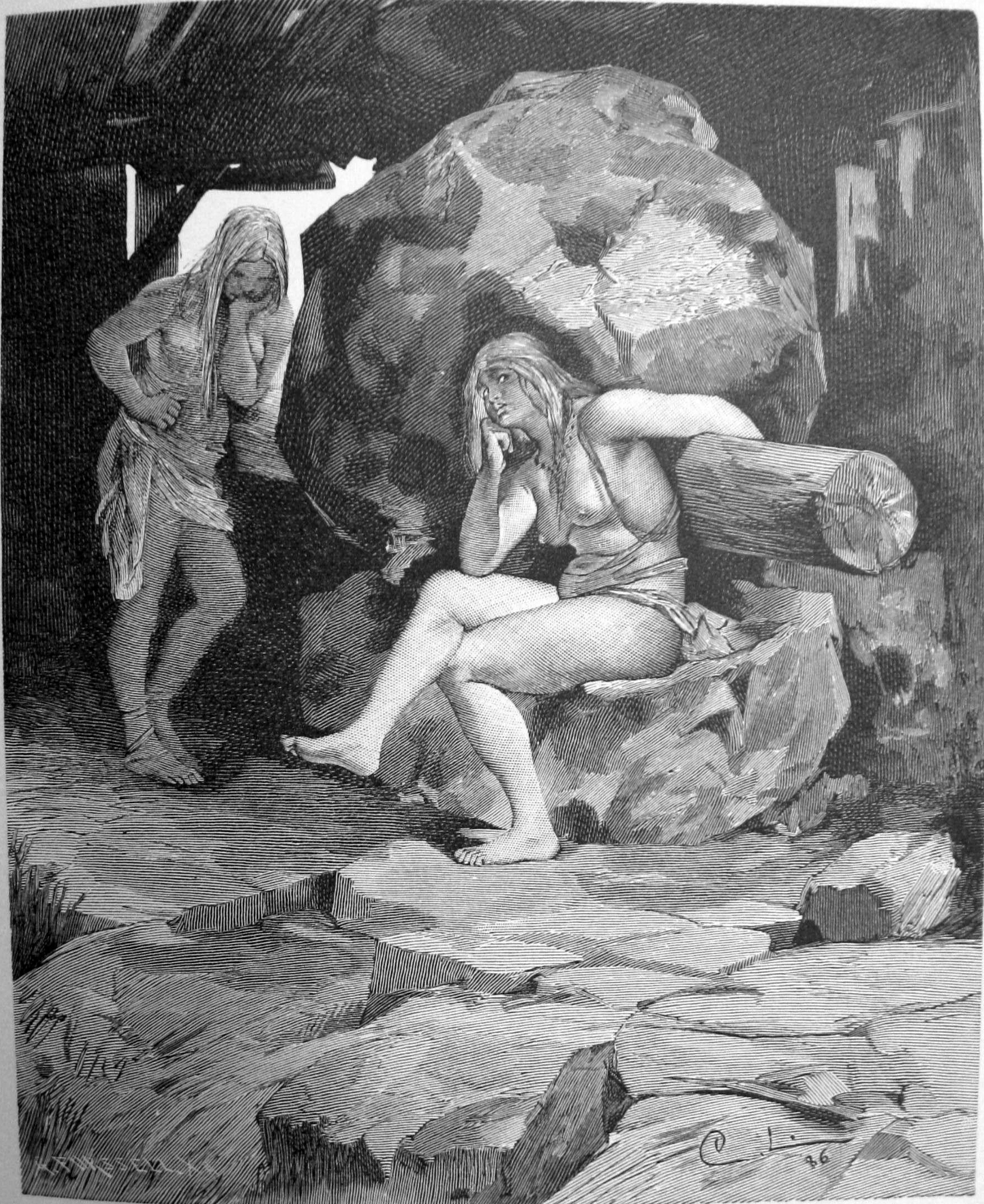
Gigantas Fênia e Mênia, da lenda da Canção de Grótti

Os gigantes representam as forças do caos primeval e dos indomados, a natureza destrutiva. Suas derrotas pelas mãos dos deuses representam o triunfo da cultura sobre a natureza, apesar do custo da eterna vigilância. Heimdall vigia, perpetualmente, a ponte de Bifrost, entre Asgard e Jotunheim, e Thor faz frequentemente visitas ao mundo dos gigantes, para assassinar tantos quanto ele for capaz. O Edda descreve a maioria como tendo olhares tenebrosos e intelecto fraco e os compara muitas vezes com o de uma criança.
Como um todo, a aparência dos gigantes é frequentemente descrita como hedionda - garras, dentes, pele escura e características deformadas, além de seu tamanho repugnante. Alguns deles podem ter muitas cabeças ou uma forma totalmente não-humanoide como, por exemplo, Jormungand (a serpente de Midgard) e Fenris (o Lobo), dois dos filhos de Loki, conhecidos como gigantes.
Contudo, quando os gigantes são descritos de forma mais próxima e com mais propriedade, suas características são, frequentemente, opostas. Inacreditavelmente velhos, os gigantes carregavam a sabedoria das épocas já idas. São os gigantes Mimir e Vaftrudener que Odin procura para  ganhar seu conhecimento pró-cósmico. Muitas das esposas dos deuses são gigantes. Njord é casado com Skade, Gerda transforma-se na consorte de Frey, Odin ganha o amor de Gunnlod; e mesmo Thor, grande assassino de gigantes, se torna amante de Jarnsaxa, mãe de Magni e Modi. Desta forma, elas aparecem como deusas de menor porte, da mesma forma que Ægir, gigante do mar, muito mais ligado ao deuses do que a pretensa escória que ocupa Jotunheim. Nenhum destes gigantes teme a luz, e no conforto dos seus repousos, não diferem extremamente dos deuses.

### Ragnarök e os Gigantes de Fogo
Um classe importante dos gigantes eram os Gigantes de Fogo, que residiam em Muspelheim, o mundo do calor e do fogo, governado pelo gigante Surt ("o escuro", "a escuridão") e por sua rainha, Sinmore. Fornjót, a encarnação do fogo, era outro gigante desta classe. O papel principal dos Gigantes de Fogo na mitologia nórdica é conduzir a destruição final do mundo ao colocar fogo na árvore Yggdrasil, durante o final dos tempos, Ragnarok, quando os gigantes de Jotunheim e os portões de Helheim se abrirão, onde Deuses lutarão contra Deuses e muitos morrerão, com exceção de alguns deles. Um mundo novo se levantará após este evento, onde os Deuses renascerão, havendo um período de paz e Ordem.

## Os gigantes no folclore Escandinavo
Em épocas antigas, os gigantes eram conhecidos na Escandinávia, como trolls. Eles não podiam ouvir o som dos sinos das Igrejas. Deste modo, viviam longe da civilização, nas montanhas ou nas florestas mais remotas. Às vezes, quando viajavam até algumas povoações humanas, seu objetivo principal, normalmente, era silenciar o clamor dos sinos jogando grandes pedregulhos nas igrejas.  
Os gigantes, entretanto, eram reconhecidos como uma raça antiga e em extinção, cujos remanescentes ainda poderiam ser avistados em lugares remotos. Saxão Gramático atribuiu o levantamento dos dólmens aos gigantes, além de chamar de "arremessos de gigantes" as grandes pedras encontradas espalhadas pelo país (o que foi provado,  mais tarde, serem remanescentes da Idade do Gelo). Este conceito sobreviveu no  folclore por um longo tempo, como demonstra uma história lendária na Suécia, cujo conto explica como um gigante , há muitas eras, puxou para cima dois pedaços enormes da terra, dando forma aos lagos Vener e Veter, e jogou-os para fora do Mar Báltico, onde se transformaram nas ilhas Gotlândia e Olândia, respectivamente.

## Gigantes e gigantas notáveis na mitologia nórdica
- Aegir
- Alvadi
- Angurboda
- Baugi
- Bergelmer
- Bestla
- Bolthorn
- Farbauti
- Geirröd
- Gerda
- Gilling
- Gjálp e Greip
- Gunnlod
- Gymir
- Hela
- Hrod
- Hrungnir
- Hymir
- Ymir
- Ivaldi
- Jarnsaxa
- Kári
- Laufey
- Loki
- Narve
- Olvaldi
- Saxa
- Skade
- Surtur
- Suttung
- Tiazi
- Trudelmer
- Thrym
- Utgardaloke
- Vaftrudener